# Oslo Freedom Forum
Oslo Freedom Forum (OFF) är en årligt återkommande konferens inom mänskliga rättigheter och anordnades första gången 2009. Den arrangeras av Human Rights Foundation (HRF) och startades av HRF:s grundare Thor Halvorssen. Enligt arrangörerna är konferensen en del av «Human Rights Foundations pågående kampanj för att försvara och främja människors friheter i hela världen».

## Bakgrund
Rörelsen började som en samling för överlevare av nazism och kommunism, och samlade runt 200 personer vid första konferensen 2009. Konferensen filmades med motivet att samla in överlevnadshistorier att bevara för framtiden. Konceptet visade sig framgångsrikt och högt uppskattat. 

## Konferensen
Oslo Freedom Forum samlar världens engagerade inom mänskliga rättigheter, inklusive aktivister, journalister, konstnärer och politiker. Målet är att dela livsberättelser från de som bekämpar förtryck och att uppmuntra till samtal kring hur mänsklig frihet kan förverkligas globalt. Alla talen filmas och finns publicerade på YouTube.
Exempel på tidigare talare på OFF inkluderar nätaktivisten Julian Assange, saudiska kvinnorättskämpen Manal al-sharif, egyptiska komikern Bassem Youssef, twittergrundaren Jack Dorsey och rwandiska Paul Rusesabagina.
OFFs huvudkonferens hålls årligen i Oslo, men den har även arrangerats bl. a. i Johannesburg, Taiwan och New York. När OFF firade 15 år 2023 hade totalt 26 event arrangerats, med över 350 olika talare och 24 000 deltagare (borträknat de videoinspelningar som setts av miljoner).

## Deltagare och Partners
År 2009 var Civita, Human Rights Action Center, International Society for Human Rights, Laogai Research Foundation och Reportrar utan gränser listade som samarbetspartners. År 2010 var Oslocentret för fred och mänskliga rättigheter, Amnesty International, Den Norske Helsingforskomittén, Human Rights House Foundation, Fritt Ord och Civita partners.

### Deltagare
| Bland deltagarna på konferensen år 2009 var: - Kjell Magne Bondevik (f.d. statsminister) - Sarah Ferguson (hertiginnan av York) - Vytautas Landsbergis (f.d. Lettisk President) - Kristin Clemet (ordförande Civita, f.d. norsk utbildnings- och forskningsminister) - Mutabar Tadjibayeva (f.d. uzbekisk politisk fånge) - Aliaksandr Bialiatski (vitrysk demokratiaktivist) - Palden Gyatso (f.d. buddhistisk samvetsfånge) - Arne L. Lynngård (ordförande, Raftostiftelsen) - Park Sang Hak (nordkoreansk demokratiaktivist) - Magne Ove Varsi (aktivist, rättigheter för urinvånare) - Vo Van Ai (vietnamesisk människorättsaktivist) - Sarah Bronfman (arvtagare till Seagram-förmögenheten) - Jacqueline Moudeina (ordförande för den tchadiska människorättsorganisationen ATPDH) - Peder Lunde (norsk olympier) - Vladimir Bukovsky (f.d. sovjetisk avhoppare) - Harry Wu (kinesisk avhoppare) - Leyla Zana (f.d. turkisk politisk fånge) - Victor Hugo Cardenas (f.d. vicepresident, Bolivia) - Emil Constantinescu (f.d. president, Rumänien) - Jung Chang (författare, Vilda Svanar) - Jack Healey (f.d. ordförande, Amnesty International) - L. Craig Johnstone (ass. flyktingkommissionär, FN) - Greg Mortenson (medförfattare, Three Cups of Tea) Efter konferensen publicerades varje bidrag på internet, för att nå ut till dem som inte hade möjlighet att vara på plats. På grund av sjukdom deltog Vaclav Havel och Elie Wiessel endast via ett videoinslag inspelat för Oslo Freedom Forum. Dessutom deltog 94 år gamla Ramón José Velásquez, f.d. president i Venezuela, via videolänk. | Bland deltagarna på konferensen 2010 var: - Kjell Magne Bondevik (f.d. statsminister) - Kristin Clemet (ordförande Civita, f.d. norsk utbildnings och forskningsminister) - John Peder Egenaes (generalsekreterare, Amnesty Internasjonal Norge) - H.E. Manizha Bakhtari (Afghanistans ambassadör i Norge) - Kai Eide (FN:s specialutsände till Afghanistan och ordförande för UNAMA) - Jan Erik Helgesen (president, Venedigkommissionen) - Torstein Nybo (producent, Burma VJ) - Åsne Seierstad (författare, Bokhandlaren i Kabul) - Therese Jebsen (ordförande, Raftostiftelsen) - Kate Hughes (Women for Women International) - Mark Belinsky (Digital Democracy) - Birgitta Ohlsson (svensk EU-minister) - Vladimir Bukovsky (f.d. politisk fånge i Sovjet) - Emil Constantinescu (f.d. president i Rumänien) - Mauro de Lorenzo (viceordförande, Freedom and Free Entreprise, John Templeton Foundation) - Michael C. Moynihan (chefredaktör, Reason magazine) - Paula Schrifer (informationschef, Freedom House) - James Traub (gästskribent, The NYT Magazine) - Claudia Rosett (kolumnist, Forbes magazine) - Mona Eltahawy (prisvinnande egyptisk journalist) - Diego Arria (tidigare ordförande i FN:s säkerhetsråd) - Julian Assange (grundare, WikiLeaks) - Lubna al-Hussein (sudanesisk förkämpe för kvinnors rättigheter) - Anwar Ibrahim (ledare för oppositionen, Malaysia) - Rebiya Kadeer (ordförande, World Uyghur Congress) - Kang Chol-hwan (nordkoreansk författare, Aquariums of Pyongyang) - Garry Kasparov (rysk stormästare i schack och demokratikämpe) - Mart Laar (f.d. estnisk statsminister ) - Leopoldo Lopez (oppositionsledare, Venezuela) - Marina Nemat (f.d. politisk fånge, Iran) - Clara Rojas (colombiansk politiker, f.d. kidnappad av FARC) - Sima Samar (ordförande, AIHRC) - Benjamin Skinner (författare, A Crime So Monstrous) - Mukthar Mai (pakistansk kvinnorättskämpe) - Peter Thiel (medgrundare, PayPal) - Samuel Kofi Woods (uppbyggnadsminister, Liberia) - Lidia Yusupova (tjetjensk advokat) - Armando Valladares (tidigare kubansk politisk fånge) - Lech Walesa (tidigare polsk president; Nobels fredsprisvinnare) - Jared Genser (ordförande, Freedom Now) - Kasha Jacqueline (ugandisk människorättsaktivist) - Marina Nemat (f.d. iransk samvetsfånge) - Gilbert Tuhabonye (burundisk överlevande efter folkmord) - Pierre Claver Mbonimpa (burundisk fängelsereformator) - Siegmar Faust (tysk författare) - Marcel Granier (venezuelansk journalist) - Zuhdi Jasser (president och grundare, American Islamic Forum for Democracy) - Abdulkarim Al-Khaiwani (jemenitisk journalist) - Guadalupe Llori (ecuadoriansk politiker) - Sophal Ear (forskare om det kambodjanska folkmordet) - Alyaksandr Kazulin (vitrysk oppositionsledare) Dessutom deltog följande via video: Grundaren av Wikipedia Jimmy Wales, peruanske ekonomen Hernando de Soto, vietnamesiske religiöse ledaren Thich Quang Do samt kubanska bloggaren Yoni Sanchez. |